# Côm giữa trụi
Côm giữa trụi hay còn gọi côm trụi (danh pháp khoa học: Elaeocarpus medioglaber) là một loài thực vật có hoa trong họ Côm. Loài này được Gagnep. mô tả khoa học đầu tiên năm 1943.